# Parje
Parje – wieś w Słowenii, w gminie Pivka. 1 stycznia 2017 liczyła 118 mieszkańców.